# 知覽武家屋敷
31°22′39.0″N 130°26′35.9″E / 31.377500°N 130.443306°E

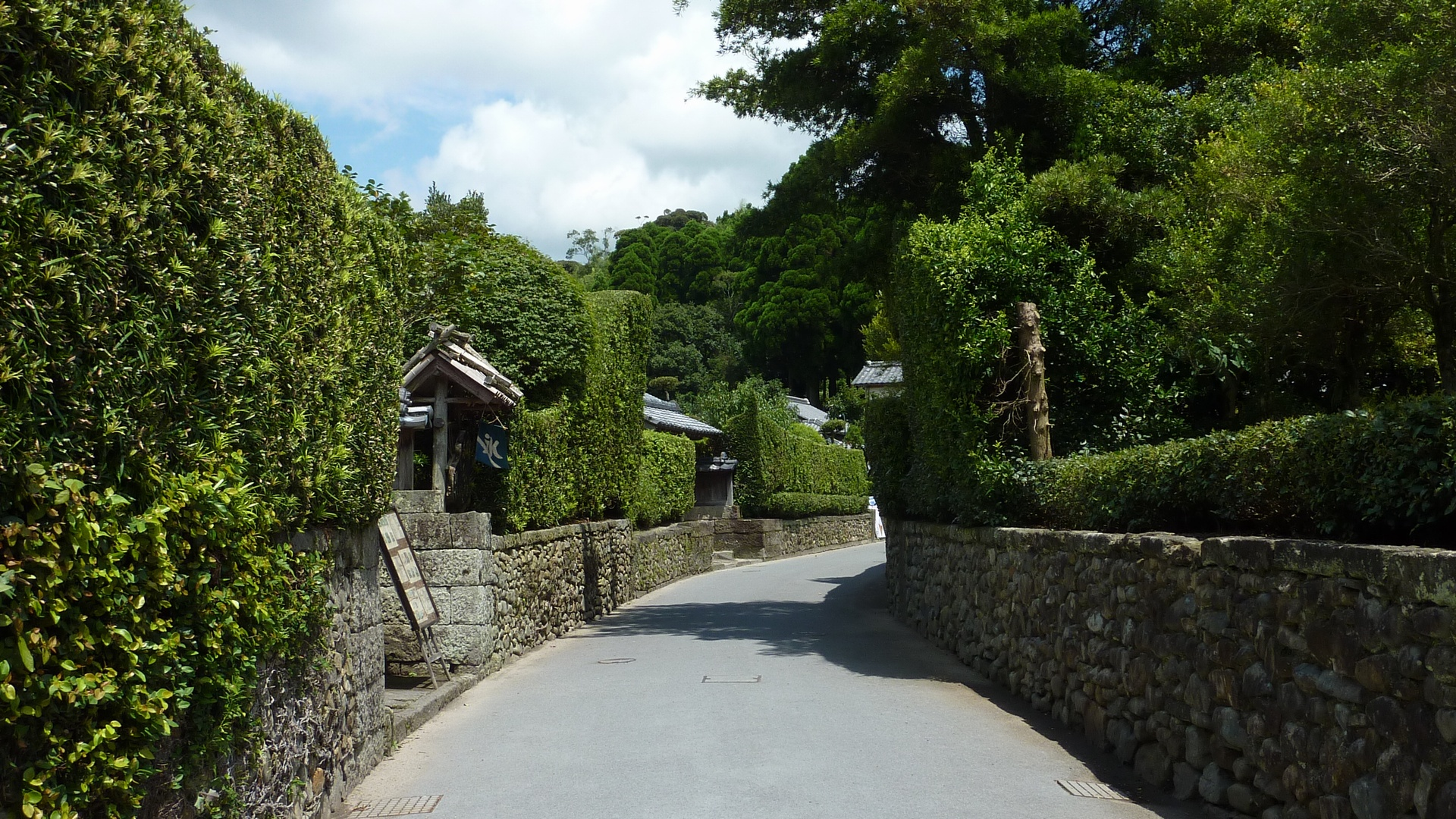
知覧麓聚落

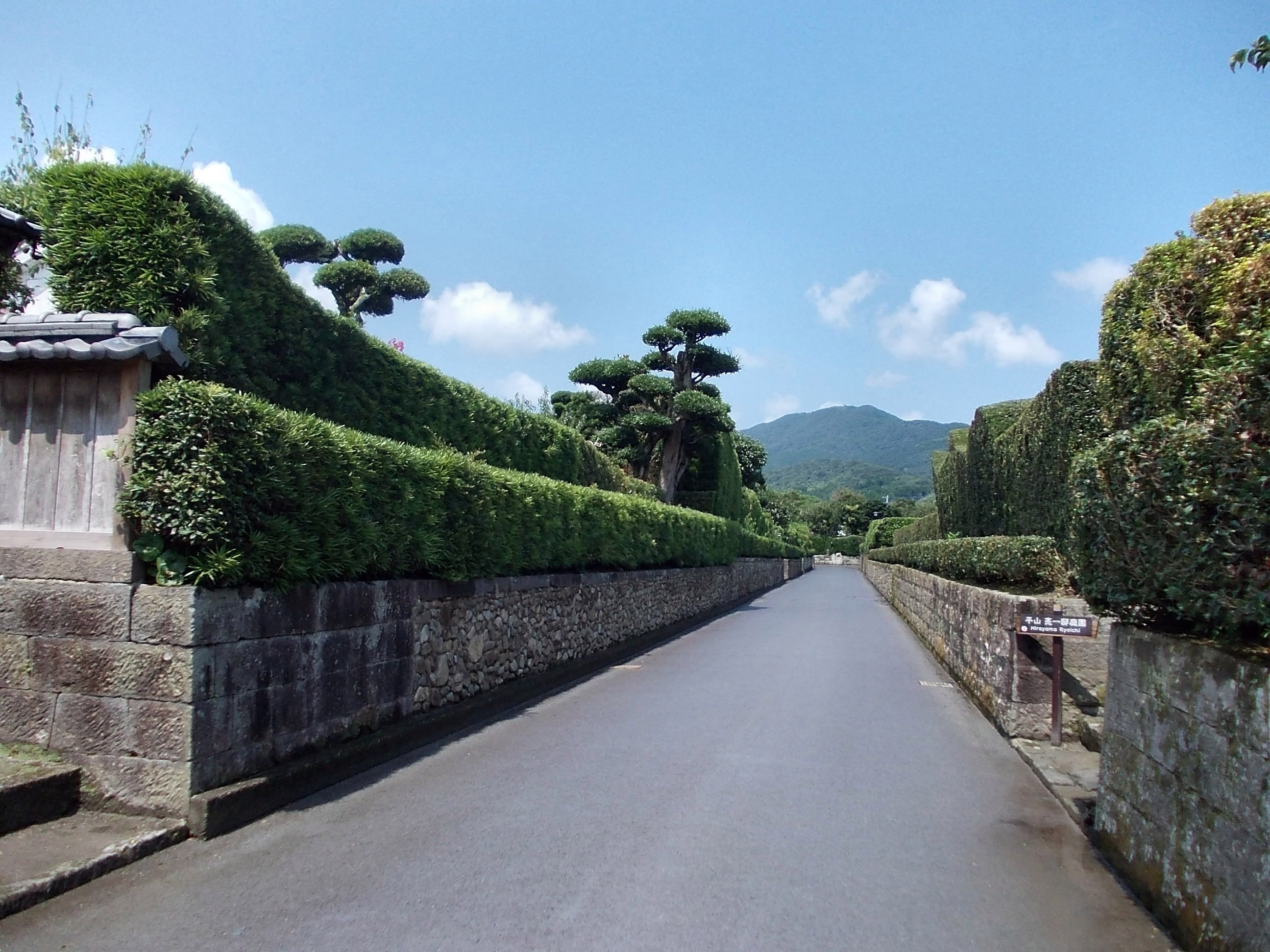
武家屋敷通

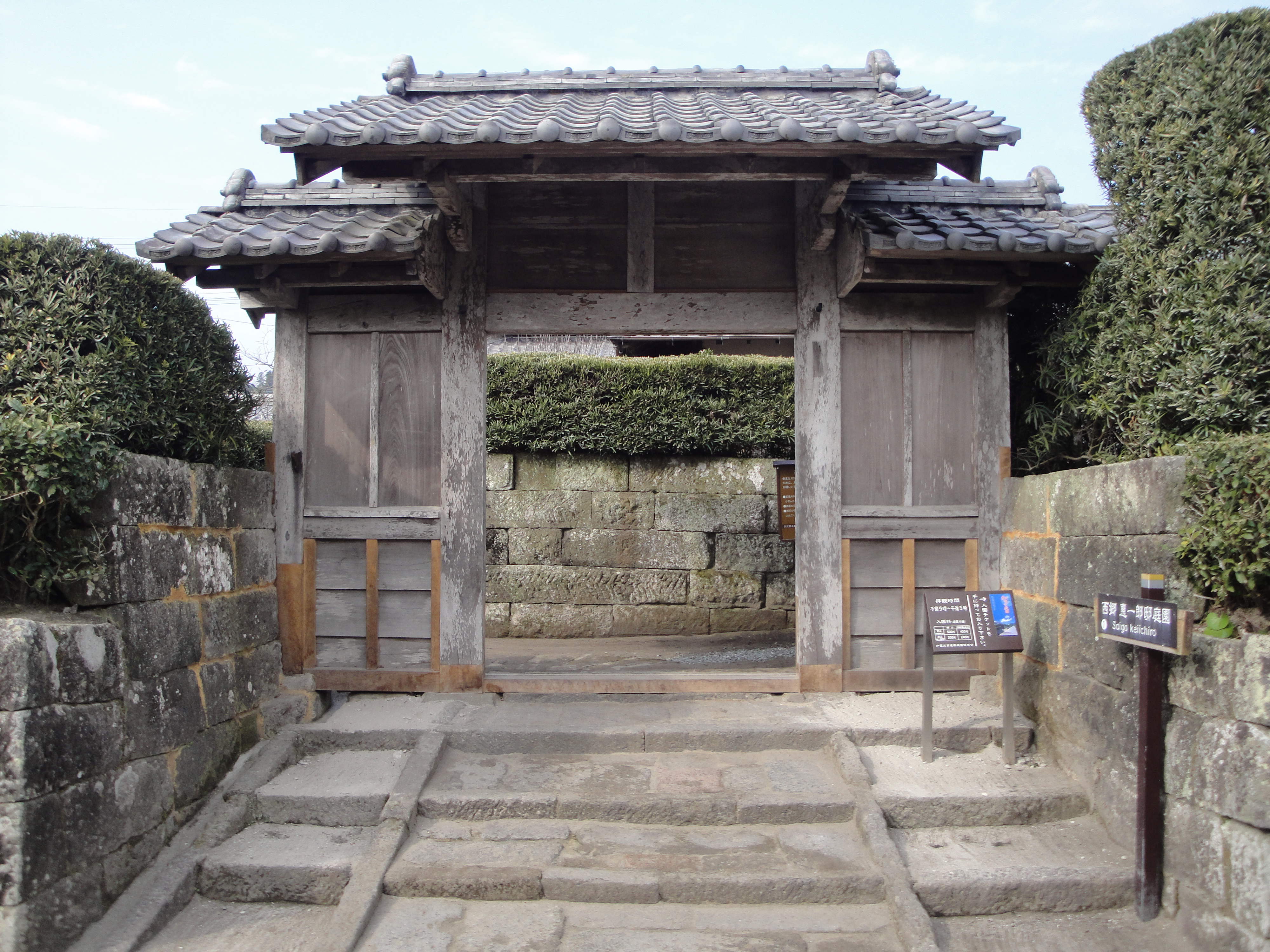
住宅門口

知覽武家屋敷（日语：／ Bukeyashikidoori */?）是位於日本鹿兒島縣南九州市知覽町地區的一個武家住宅聚落，現被列為「重要傳統的建造物群保存地區」。

## 概要
在江戶時代，知覽為薩摩藩的領地，薩摩將領地劃分出113個外城地區，並將麋下武士分散在各地區，知覽為其中一個地區，也因此有大量武士居住於此。
1975年，在知覽成立了「知覧武家屋敷庭園保存會」開始推動地區傳統建築的保存，1981年2月23日，此地區7個庭園以「知覧麓庭園」的名義被列入日本國指定名勝，同年11月30日週邊建築共18.6公頃的地區，被列入重要傳統的建造物群保存地區。

## 知覧武家屋敷庭園
除了森重堅庭園為築山泉水式庭園外，其餘六個庭園皆為枯山水式庭園。
1. 西鄉惠一郎　庭園
2. 平山克己　庭園
3. 平山亮一　庭園
4. 佐多美舟　庭園
5. 佐多民子　庭園
6. 佐多直忠　庭園
7. 森重堅　庭園

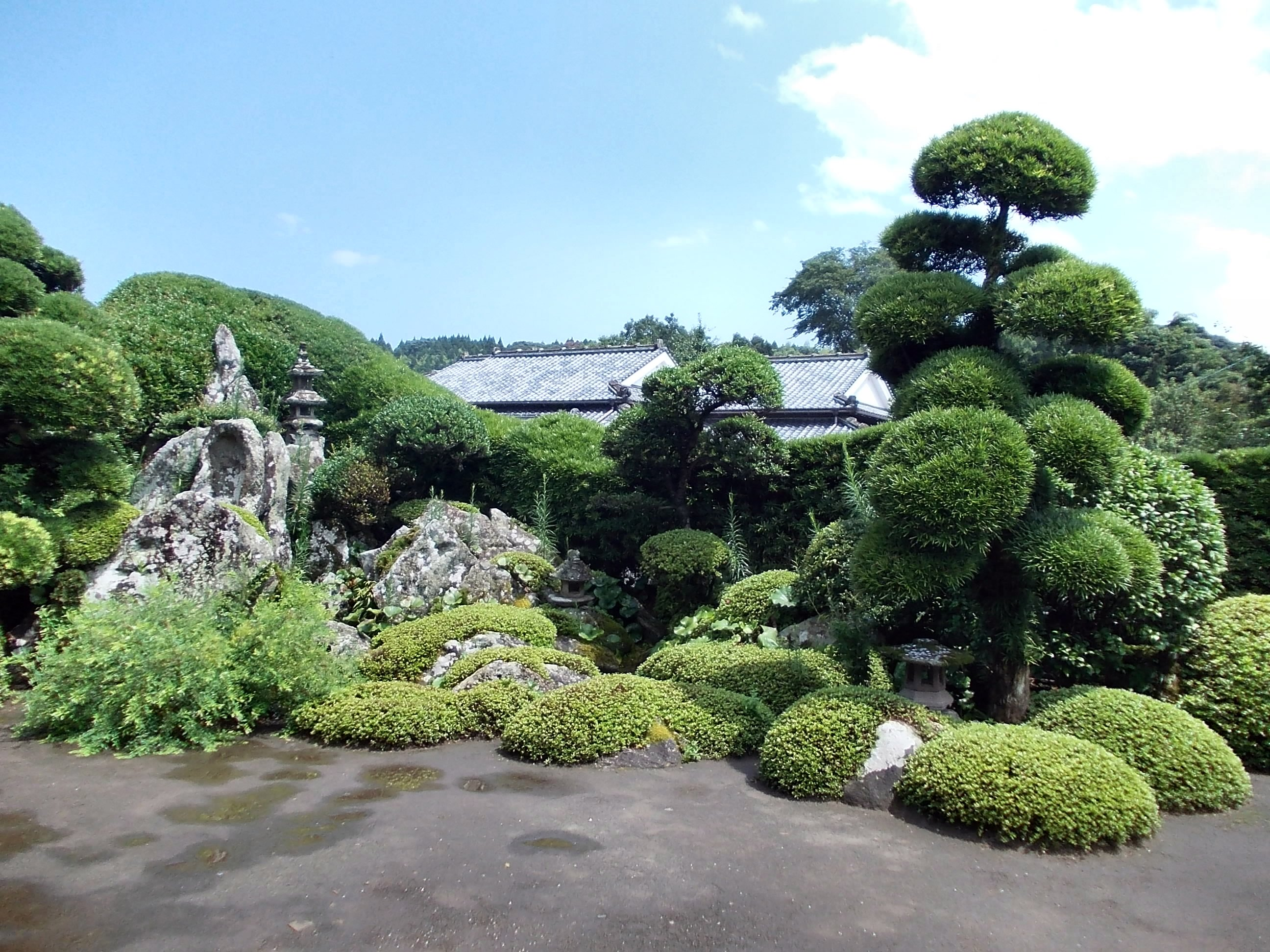
庭園
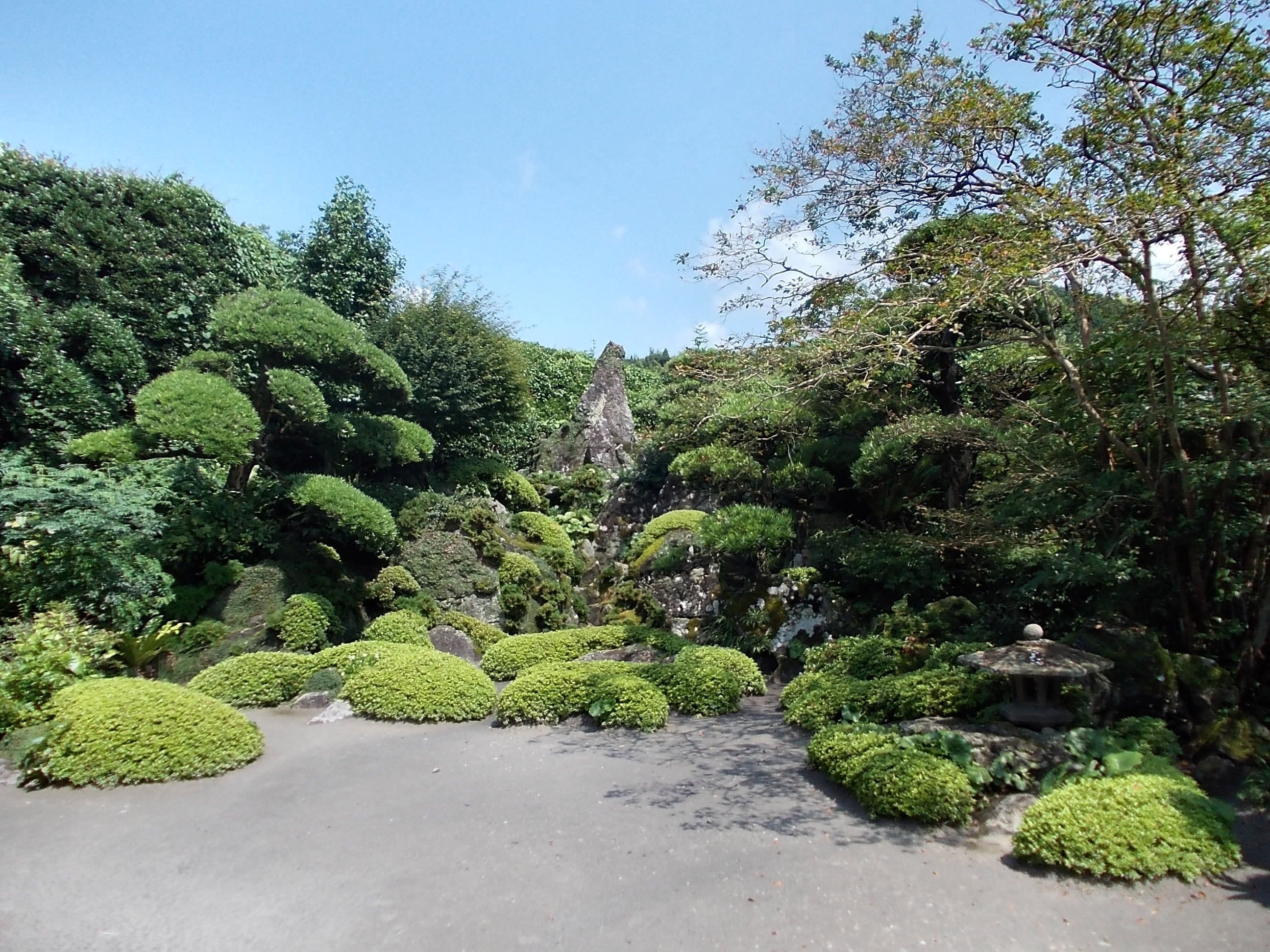
庭園
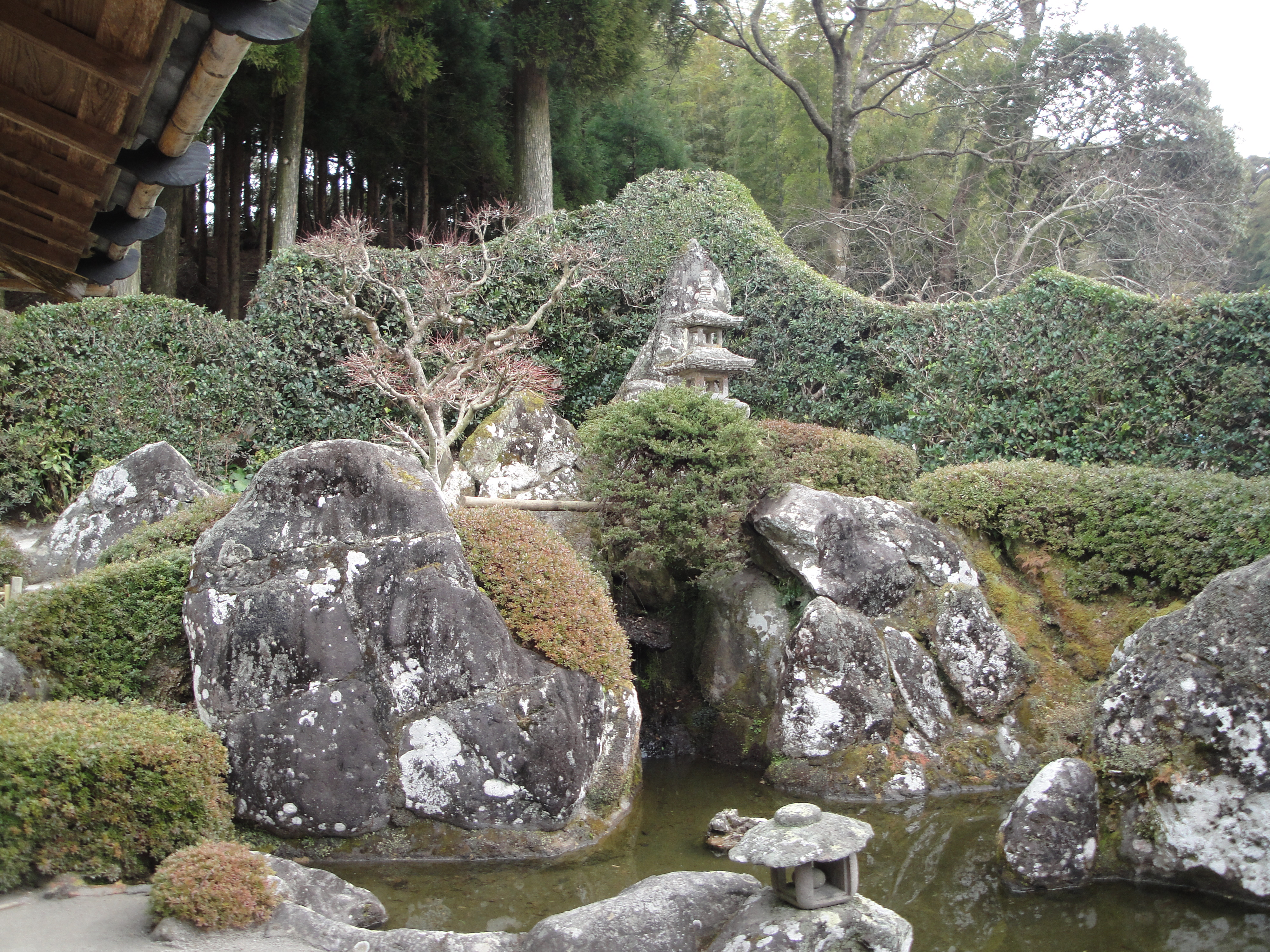
庭園
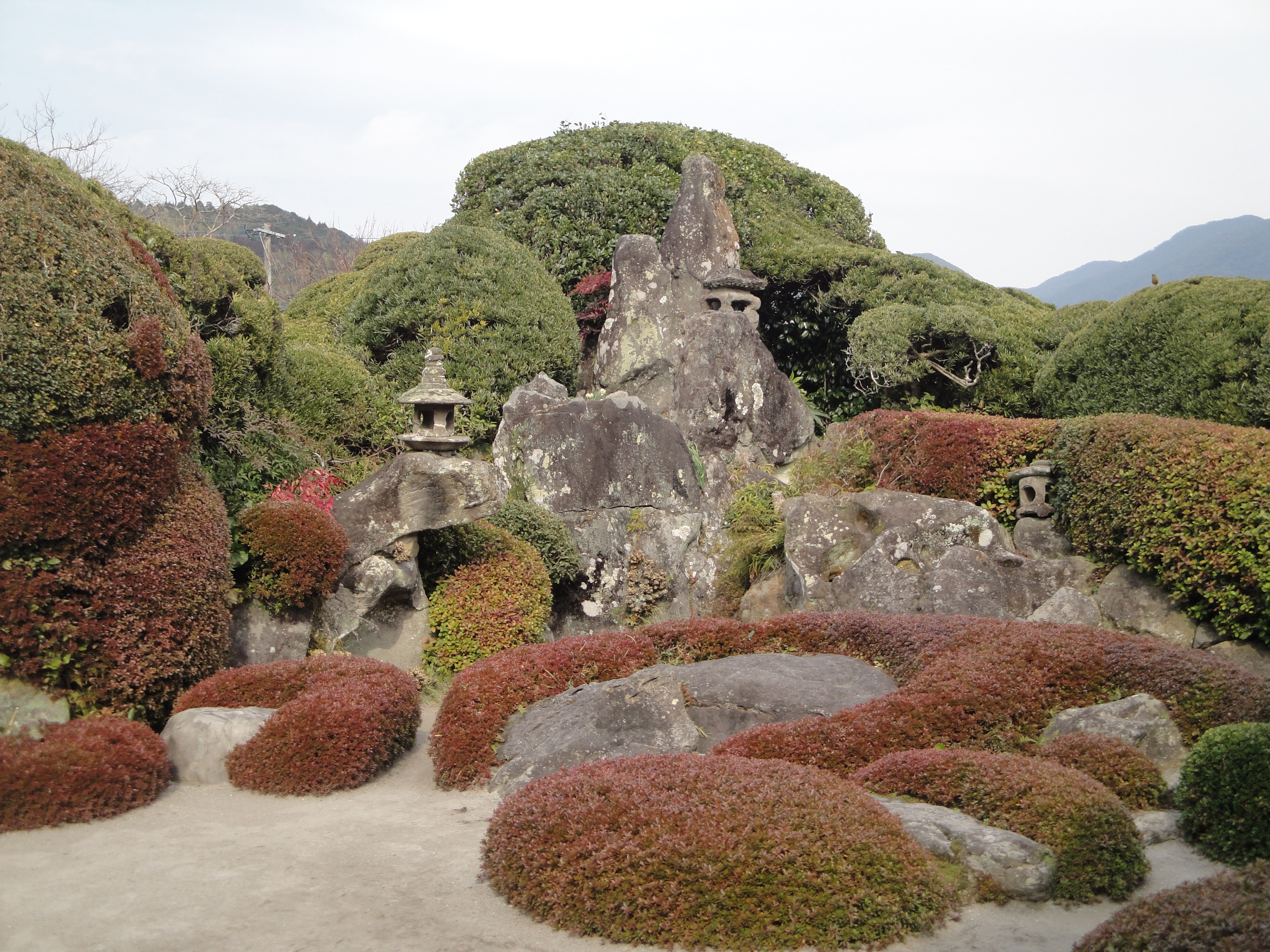
庭園
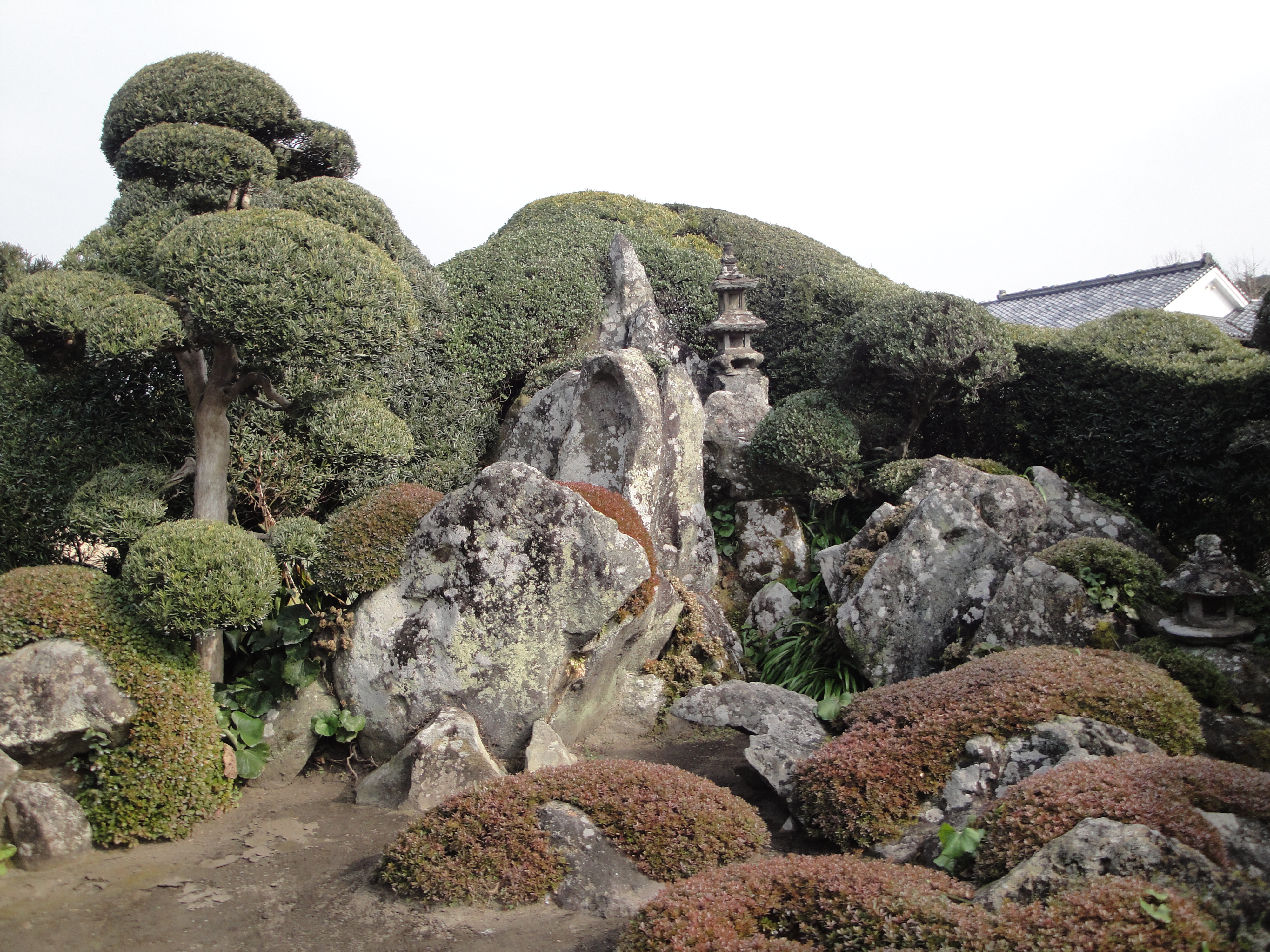
庭園

## 外部連結
- （日語） 知覧武家屋敷庭園 - 佐多直忠邸
- （日語） 知覧町知覧（武家町 鹿兒島) 傳統的建造物群保存地區 （页面存档备份，存于） - 文化廳 文化遺産on line